# 钱九陇
钱九陇（573年—645年），初名钱瓛，字永业，一字贵章，湖州长城县人，唐开国功臣。

## 家世
钱九陇的父亲钱文强为南陈吳明徹的裨将，随吳明徹战败于北周。隋朝时，因罪而成为皇家奴隶。

## 生平
初为李渊府臣时，因其睿智勇猛，善於骑射，故深得李渊信爱，每遇重要活动都常被李渊带在自己身边。隋朝末年，各路农民军起义，钱九陇随李渊起兵，在攻克京城和从平薛仁杲、刘武周等战中，以军功卓著先后被李渊授予金紫光禄大夫、左监门郎将、右武卫将军、苑游将军等职。后来又跟随李世民擒获窦建德、平灭王世充；跟随李建成讨伐刘黑闼，因战功最大，被封为郇国公。公元627年，出任眉州刺史，不久升任右监门大将军。公元638年，改封巢国公。公元645年，病逝于自己家中，享年73岁。

## 后事
唐太宗李世民追赠其为左武卫大将军、潭州都督，谥号“勇”，并昭令其陪葬献陵。

## 家庭
- 父 钱文强